# Trest smrti v Československu
Trest smrti byl v Československu zákonný a užívaný před jeho zrušením v roce 1990. Tohoto zrušení se drží i nástupnické státy Československa, takže v současné době ani v České republice, ani na Slovensku, není trest smrti legální.
Pokud jde o formu provedení trestu smrti, v období první republiky byl prováděn výlučně oběšením, trestní zákon z roku 1950 připustil jako další formu provedení trestu smrti zastřelení, ovšem pouze v období „zvýšeného ohrožení státu“ (v praxi nebyla tato možnost nikdy použita). V období německé okupace ale byly užívány i jiné formy trestu, například gilotina. Při oběšení šlo vždy o méně humánní postup, při kterém dochází ke škrcení a agónie v tomto případě trvá několik minut.

## Výkon trestu smrti na území Československa
Trest smrti byl s výjimkou let 1787–1795, kdy byl nakrátko zrušen císařem Josefem II., obvyklým trestem v Habsburské monarchii a také v Československu. V letech 1918–1989 bylo popraveno 1207 lidí, většina z nich bezprostředně po druhé světové válce (toto číslo se vzhledem k chaosu v historických záznamech může zdroj od zdroje mírně odlišovat). Toto číslo nezahrnuje osoby, popravené v průběhu okupace českých zemí nacisty v letech 1939–1945 a osoby popravené Slovenským státem.

### Trest smrti za první republiky
Za první republiky (1918–1938) bylo k trestu smrti odsouzeno 433 lidí, vykonáno bylo ale jen 21 (někdy se uvádí 20) poprav, ostatním byla udělena milost. Minimální počet poprav v tomto období byl způsoben především tím, že první prezident Československa, Tomáš Garrigue Masaryk (ve funkci v letech 1918–1935) byl odpůrcem trestu smrti, většině odsouzených tedy udělil milost. V období první republiky byl prováděn výlučně oběšením na tzv. popravčím prkně, na kterém odsouzenec umíral v důsledku udušení.

### Popravy za německé okupace
V tomto období byly popraveny na základě rozsudku, nebo bez soudu zabity statisíce lidí (přesné číslo lze stěží určit). V tzv. Pankrácké sekyrárně v Praze bylo popraveno 1079 osob, a to buď oběšením, nebo gilotinou. V Kounicových kolejích v Brně bylo oběšeno nebo zastřeleno přes 800 lidí. Na střelnici v pražských Kobylisích bylo zastřeleno přes 500 osob. V Terezíně bylo zastřeleno nebo oběšeno na 300 lidí. V Pardubicích na Zámečku bylo zastřeleno 194 osob. V Lidicích zastřeleno 173 mužů atd. Další stovky Čechů byly souzeny a popraveny v Drážďanech (846 osob), Berlíně-Plötzensee (677 osob) a tisíce odsouzených byly zastřeleny, oběšeny nebo zplynovány v koncentračních táborech.
V době okupace pouze 3 lidé (kriminálníci) byli popraveni na základě rozsudků českých soudů.

### Období retribuce
Po druhé světové válce bylo v období tzv. retribuce podle Dekretů presidenta republiky zvláštními lidovými soudy na krajské úrovni za válečné zločiny do roku 1948 odsouzeno k smrti více než 730 lidí (to je 60 % z celkového počtu lidí popravených v letech 1918–1989), z nich 475 Němců. Poprava několika desítek osob byla provedena veřejně.. Procesy mimořádných lidových soudů byly velmi rychlé (řízení nesmělo trvat více než tři dny, rozsudky byly vykonávány okamžitě) a nepříliš odborné (soudní tribunál měl pět osob, jen jedna z nich ale měla být soudce z povolání, ostatní byli soudci z lidu). To vedlo k tomu, že rozsudky byly často nespravedlivé či pochybené a bývaly zneužity k likvidaci nepohodlných osob.[zdroj?] K trestu smrti byli odsouzeni tito kolaborantští novináři: Rudolf Novák, Antonín Jaromil Kožíšek, Alois Kříž, Vladimír Krychtálek a Karel Werner; Jaroslav Křemen a Emanuel Vajtauer. Kromě Křemene a Vajtauera byli i popraveni. (Vajtauer uprchl a byl souzen v nepřítomnosti, Křemenovi byla udělena milost.)

### Trest smrti v komunistickém Československu
V průběhu vlády prezidenta Klementa Gottwalda (1948–1953) bylo popraveno 237 lidí, z toho 190 pro politické zločiny. Mnohdy šlo o justiční vraždy, jejichž účelem bylo zbavit se politických odpůrců komunistického režimu. Většina z monstrprocesů byla navržena a zorganizována poradci ze Sovětského svazu, veškeré svědecké výpovědi byly naplánovány a obžalovaní mučeni. Prezident Gottwald v průběhu své funkce udělil milost pouze 17 lidem. Nejznámějším z popravených v politických procesech byla Milada Horáková, národně socialistická politička, oběšená v roce 1950. V procesu se Slánským a dalšími bývalými stranickými špičkami bylo popraveno 11 osob.
Za vlády prezidenta Antonína Zápotockého (1953–1957) bylo popraveno 94 lidí, za vlády Antonína Novotného v letech 1957–1968 osmdesát sedm lidí a za vlády Gustáva Husáka (1975–1989) třicet osm lidí. V letech 1954–1968 byly všechny popravy prováděny v Pankrácké věznici v Praze, Od roku 1968 byly některé vykonávány také v Bratislavě. V roce 1956 byl zákonně snížen počet zločinů, za něž je možno udělit trest smrti. Také bylo provedeno několik dalších zákonných úprav ke snížení počtu poprav. V roce 1961 byly zpřísněny podmínky k vykonání trestu smrti, takže byli popravováni pouze obzvlášť brutální vrazi. Poslední popravený Čech byl 2. února 1989 Vladimír Lulek a poslední popravený Slovák byl 8. června 1989 Štefan Svitek. Poslední v Československu popravená žena byla Olga Hepnarová, dne 12. března 1975. Úplně posledním odsouzencem na smrt byl Zdeněk Vocásek. Jeho poprava byla naplánována na prosinec 1989. Sametová revoluce a změna zákonů však jeho rozsudek změnila na doživotí, které si odpykává ve věznici v Horním Slavkově, dříve ve věznici Mírov.

## Zrušení trestu smrti
Brzy po pádu komunistického režimu (1989) nastupující prezident Václav Havel prosadil v parlamentu zrušení trestu smrti. V květnu 1990 byl reformou trestního práva trest smrti nahrazen doživotním uvězněním, v lednu 1991 byl Listinou základních práv a svobod, součástí československé a nyní české i slovenské ústavy, trest smrti zakázán.
Do roku 2007 bylo 32 lidí, z toho tři ženy, odsouzeno k doživotnímu trestu odnětí svobody za vícenásobné vraždy či vraždy se zvlášť přitěžujícími okolnostmi.
Přesto však část veřejnosti požaduje znovuzavedení trestu smrti. K jejich hlavním argumentům patří výrazný růst počtu násilných trestných činů po roce 1989 a nízká zdatnost policie.[zdroj?] Při výzkumu Centra pro výzkum veřejného mínění v roce 2005 58 % respondentů odpovědělo, že trest smrti existovat má. Podle průzkumu z roku 2017 je pro opětovné zavedení trestu smrti v ČR 53 % respondentů (29 % Určitě ano, 24 % Spíše ano). Podpora trestu smrti je nižší u lidí do 30 let a mezi lidmi s vysokoškolským vzděláním. Podpora trestu smrti českou veřejností však dlouhodobě klesá. V květnu 2019 se pro zavedení trestu smrti vyslovilo 50 % dotázaných, rozhodnou podporu pak vyjádřilo 19 % respondentů.